# NCSX
NCSXはプリンストンプラズマ物理研究所の行っているプラズマ閉じ込め実験。正式名称はNational Compact Stellarator Experiment (国立小型ヘリカル実験)。NCSXは小型化に繋がる原子炉容器向けの最適形状を発見するために超並列マシンによって設計された磁石とレイアウトを利用している。予算上の制約を満たせなかったために2008年5月22日に終了した。
NCSXはヘリカル型装置の構想の一種であり、典型的なヘリカル型装置よりも低いアスペクト比であるとされる。正しく設計されたヘリカル型装置の利点の一つは閉じ込められたプラズマが定常磁場が加えられた時に受動的に安定する点であり、トカマク型装置は一定の磁場下であってもプラズマの安定化に能動的制御を必要とするのと対照的である。
補助熱源として最大12MWがNCSXチャンバーに利用可能であり、6MWは正接中性粒子ビーム入射、残りの6MWはラジオ波の熱から構成される。将来の設計の繰り返しによって電子サイクロトロン熱の3MWまでが利用可能とされた。組み立て許容誤差はきわめて小さく、レーザー測定器や写真測量装置等の最高水準の計量学システムの利用を必要とした。許容誤差の要件で組み立てを完成させるためには、さらに3年間延長し、5000万$の追加予算が必要とされた。ヘリカル装置の部品は3次元レーザースキャンで測定され、製造工程の複数の段階でモデル設計のために検査された。

## 註
1. ↑  Future of the Princeton Plasma Physics Laboratory (PPPL), Statement by Dr. Raymond L. Orbach, Under Secretary for Science and Director, Office of Science, U.S. Department of Energy, May 22, 2008
2. ↑  Case study by the US Department of Energy